# Clifton (condado de Pierce, Wisconsin)
Clifton es un pueblo ubicado en el condado de Monroe en el estado estadounidense de Wisconsin. En el Censo de 2010 tenía una población de 690 habitantes y una densidad poblacional de 7,81 personas por km².

## Geografía
Clifton se encuentra ubicado en las coordenadas 43°51′23″N 90°22′27″O / 43.85639, -90.37417. Según la Oficina del Censo de los Estados Unidos, Clifton tiene una superficie total de 88.34 km², de la cual 88.34 km² corresponden a tierra firme y (0%) 0 km² es agua.

## Demografía
Según el censo de 2010, había 690 personas residiendo en Clifton. La densidad de población era de 7,81 hab./km². De los 690 habitantes, Clifton estaba compuesto por el 97.1% blancos, el 0.87% eran afroamericanos, el 0% eran amerindios, el 1.74% eran asiáticos, el 0% eran isleños del Pacífico, el 0% eran de otras razas y el 0.29% pertenecían a dos o más razas. Del total de la población el 0.29% eran hispanos o latinos de cualquier raza.